# Аршба, Тото Пехович
Тото Пехович Аршба (1902 год, село Ткварчели, Сухумский округ, Кутаисская губерния — 1958 год, Ткварчели, Абхазская АССР, Грузинская ССР) — абхазский хозяйственный деятель, председатель колхоза имени Берия Очемчирского района, Абхазская АССР, Грузинская ССР. Герой Социалистического Труда (1949).
Младщий брат Героя Социалистического Труда Гванджи Пеховича Аршбы.

## Биография
Родился в 1902 году в крестьянской семье в селе Ткварчели Сухумского округа (сегодня — город).
После окончания местной начальной школы трудился в частном сельском хозяйстве. С 1923 года — представитель сельской бедноты при Ткварчельском сельсовете, с 1927 года — председатель Ткварчельского сельсовета. Член ВКП(б). С 1934 года — председатель партийного комитета при строительстве Ткварчельской ГРЭС. В последующие годы — на различных партийных должностях в Абхазской АССР. В 1943 году избран председателем колхоза имени Берия (с 1953 года — колхоза имени Ленина) Очемчирского района.
В 1947 году колхоз под его руководством сдал государству высокий урожай кукурузы, за что был награждён Орденом Ленина. В 1948 году было сдано в среднем с каждого гектара по 96,4 центнера кукурузы с площади 60 гектаров. Указом Президиума Верховного Совета СССР от 3 мая 1949 года удостоен звания Героя Социалистического Труда за «получение высоких урожаев кукурузы и табака в 1948 года» с вручением ордена Ленина и золотой медали «Серп и Молот» (№ 3547).
Этим же Указом званием Героя Социалистического Труда были также награждены пятеро тружеников колхоза, в том числе бригадиры Гванджа Пехович Аршба, Сиварна Кидсакович Аршба, Платон Филиппович Убирия, звеньевые Борис Тукович Антия и Гуджа Бидажович Гуния.
Возглавлял колхоз имени Берия Очемчирского района до 1950 года. Избирался депутатом Очемчирского районного Совета депутатов трудящихся.
Проживал в Ткварчели, где скончался в 1958 году.
Награды
- Герой Социалистического Труда
- Орден Ленина — дважды (21.02.1948; 1949)